# プレム
プレム (ドイツ語: Prem) は、ドイツ連邦共和国バイエルン州オーバーバイエルン行政管区のヴァイルハイム＝ショーンガウ郡に属す町村（以下、本項では便宜上「町」と記述する）であり、シュタインガーデン行政共同体を構成する自治体の一つである。

## 地理
プレムはオーバーラント地方に位置する。

### 自治体の構成
この町は、公式には 13の地区 (Ort) からなる。このうち小集落や孤立農場などを除く集落を以下に列記する。
- グリュンドル
- プレム
- ウンターリート

## 歴史
プレムはシュタインガーデン修道院のシュタインガーデン閉鎖ホーフマルクに属した。このホーフマルクはバイエルン選帝侯領の一部であった。この町は1818年に成立した。

### 人口推移
- 1970年 766人
- 1987年 818人
- 2000年 906人

## 行政
町長はアンドレアス・エヒトラーである。

## 引用
1. ↑  https://www.statistikdaten.bayern.de/genesis/online?operation=result&code=12411-003r&leerzeilen=false&language=de Genesis-Online-Datenbank des Bayerischen Landesamtes für Statistik Tabelle 12411-003r Fortschreibung des Bevölkerungsstandes: Gemeinden, Stichtag (Einwohnerzahlen auf Grundlage des Zensus 2011)
2. ↑  Bayerische Landesbibliothek Online